# Poldark (serie de televisión de 2015)
Poldark es una serie de televisión británica creada por Debbie Horsfield, fue transmitida por la BBC One desde el 8 de marzo de 2015. Se basa en las dos primeras novelas de Poldark por Winston Graham, fue adaptada por Debbie Horsfield y dirigida por Edward Bazalgette y Will McGregor. Una serie de televisión  del mismo nombre, basada también en las novelas de Graham, fue transmitida entre 1975 y 1977.
El 8 de abril de 2015, la BBC anunció la contratación del rodaje de una segunda temporada. que se estrenó el 4 de septiembre de 2016, El 6 de julio de 2016, antes incluso de que la 2ª temporada se hubiera estrenado en televisión, la BBC anunció la contratación de una tercera temporada. En abril de 2017 se anunció que la serie había sido renovada para una cuarta temporada. Finalmente la serie tuvo una quinta temporada de 8 capítulos, transmitida en 2019 que concluyó el día festivo del verano de la Banca en Londres, 26 de agosto de 2019.
En España, la serie fue emitida al completo en La 1 de Televisión Española desde enero de 2023.

## Argumento
A finales del siglo XVIII, Ross Poldark vuelve a su abandonada mina de cobre de Cornualles después de pasar tres años en el ejército para evitar cargos de contrabando, dejando atrás a su novia Elizabeth. A su regreso, después de haber luchado en la Guerra de Independencia de los Estados Unidos, se encuentra con su padre muerto, su finca en ruinas y Elizabeth, que le daba por muerto en la guerra, comprometida con su primo Francis.
Ross rescata a una mujer joven, Demelza, de una paliza, y la toma como ayudante de cocina e intenta conseguir el control de las minas buscadas por un rival, el codicioso y arrogante George Warleggan. Poco a poco, entre Ross y Demelza surge algo más que una simple amistad entre amo y criada, y acaban casándose.
Los conflictos entre las familias, los problemas económicos, el amor idealizado entre Ross y Elizabeth frente al amor real de Demelza y la amenaza permanente de George Warleggan a la estabilidad de los Poldark forman parte de la trama de esta serie dramática.

## Elenco
- Aidan Turner como el capitán Ross Poldark.
- Eleanor Tomlinson como Demelza Poldark, soltera Carne.
- Heida Reed como Elizabeth Poldark, soltera Chynoweth.
- Jack Farthing como George Warleggan.
- Kyle Soller como Francis Poldark.
- Warren Clarke como Charles Poldark.
- Phil Davis como Jud Paynter.
- Beatie Edney como Prudie Paynter.
- Ruby Bentall como Verity Poldark.
- Richard Harrington como el capitán Andrew Blamey.
- Robin Ellis como el reverendo Dr. Halse
- Luke Norris como el doctor Dwight Enys.
- Richard Hope como Harris Pascoe.
- Alexander Arnold como Jim Carter.
- Ciara Charteris como Emma Tregirls.
- Pip Torrens como Cary Warleggan.
- Caroline Blakiston como la tía Agatha
- John Nettles como Ray Penvenen (2ª temporada).
- Gabriella Wilde como Caroline Penvenen (2ª temporada).
- Hugh Skinner como Unwin Trevaunance MP (2ª temporada).
- Sebastian Armesto como Tankard (2ª temporada).
- Sofia Oxenham como Tess Tregidden (5.ª temporada)[7]